# Chiesa di San Valentino (Fiumicello Villa Vicentina)
La chiesa di San Valentino è la parrocchiale di San Valentino, frazione-capoluogo del comune sparso di Fiumicello Villa Vicentina, in provincia di Udine e arcidiocesi di Gorizia; fa parte del decanato di Aquileia.

## Storia
La prima citazione della pieve di Fiumicello, dipendente dal monastero di Beligna e, come si apprende da un documento del 1346, dedicata ai santi Martiri Canziani, risale al 1210; sul finire del XV secolo, però, il titolo plebano fu trasferito alla chiesa di San Lorenzo.

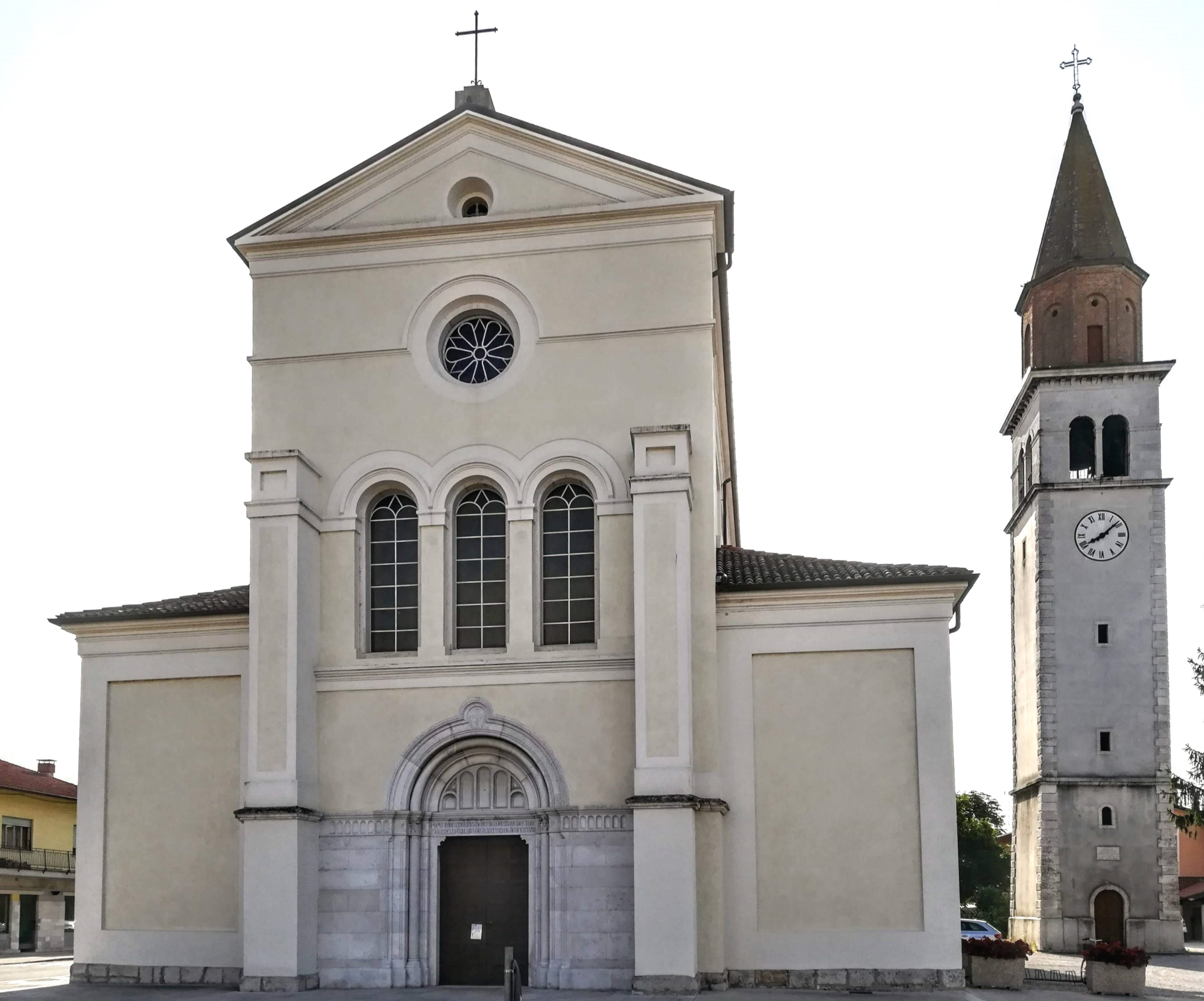
La chiesa e il campanile

Nel Quattrocento sorgeva nella borgata di Roncolon una cappella dedicata a san Valentino, che viene poi menzionata nella relazione della visita del 1570 dell'abate Bartolomeo di Porcia con il doppio titolo di San Valentino e santi Canziani; a partire dal XIX secolo risulta attestata la sola dedicazione a san Valentino.
Verso il 1830 questa chiesetta si rivelò insufficiente a soddisfare le esigenze dei fedeli e si pensò di sostituirla con una di maggiori dimensioni. Tuttavia, a causa di alcuni ritardi nello stanziamento dei fondi, i lavori presero il via appena nel 1870, dopo che era stato scelto il disegno dell'ingegner Luigi Sindelar tra quelli presentati dall'Imperial-Regia Luogotenenza di Trieste; successivamente a una fase di stallo, nel 1877 la struttura venne portata a compimento.
Il 26 ottobre di quell'anno, però, poco prima dell'inaugurazione della parrocchiale, una colonna cedette facendo collassare l'intera porzione sinistra della navata e danneggiando irrimediabilmente anche quella destra. Così, si provvide alla riedificazione della chiesa e al consolidamento della porzione che era rimasta intatta; nel 1880 vennero posti gli infissi dal goriziano Giuseppe Jasmig, nel 1881 furono realizzate le coperture e nel 1886 si ultimarono i lavori.

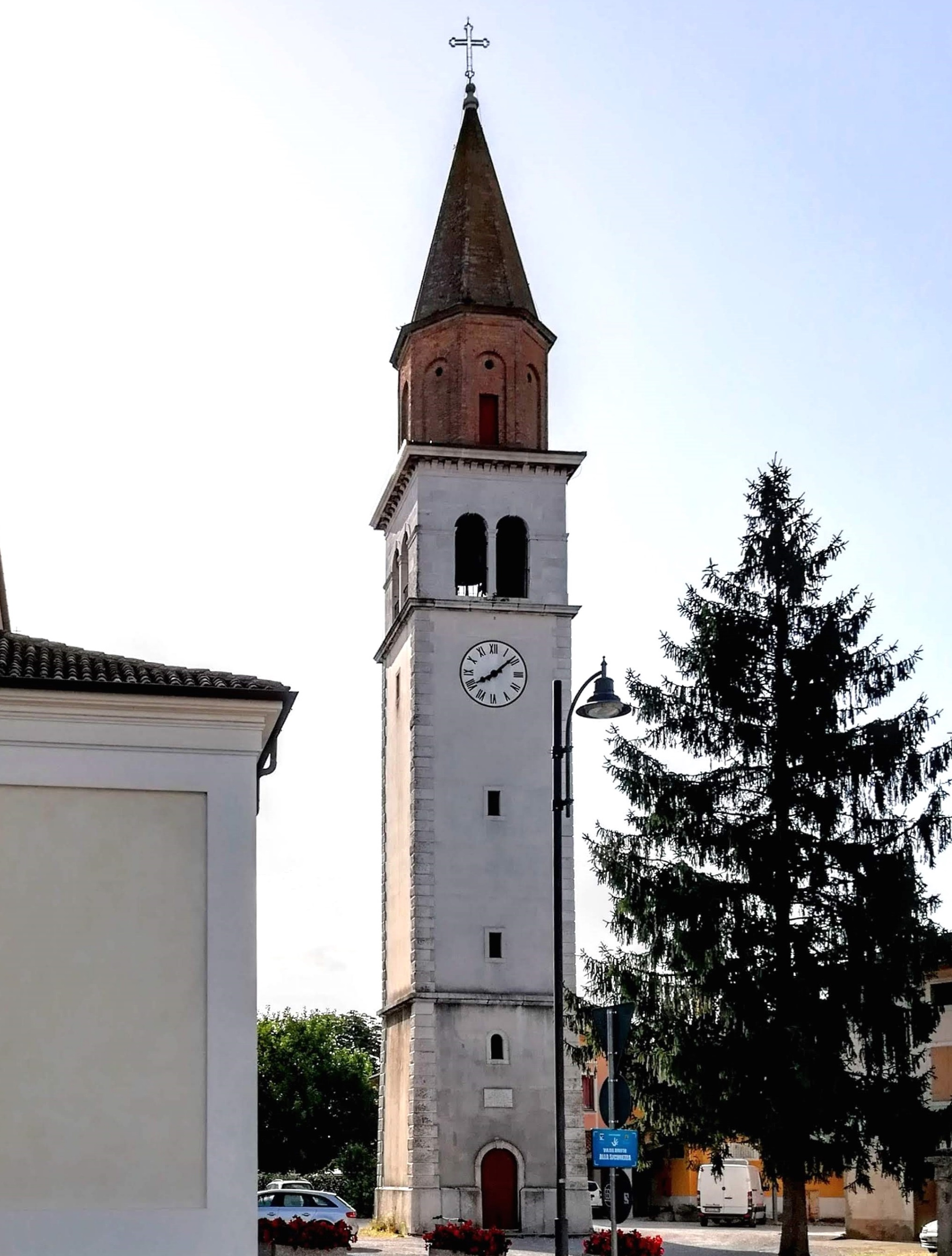
Il campanile

Nel frattempo, nel 1882 era iniziata la costruzione del campanile, che venne terminato nel 1899; l'opera, voluta da don Adamo Zanetti, fu realizzata dall'impresa ronchese di Giuseppe Miniussi.
Il 22 settembre 1901 la chiesa venne consacrata dall'arcivescovo di Gorizia e Gradisca Giacomo Missia; la parrocchiale fu poi ristrutturata nei primi anni 2000.

## Descrizione

### Esterno
La facciata a salienti della chiesa, che volge a ponente, si compone di tre corpi: quello centrale, scandito fino a due terzi dell'altezza due massicce paraste e coronato dal timpano triangolare nel quale s'apre un oculo, presenta nel mezzo il portale d'ingresso strombato, sormontato da una lunetta abbellita da piccoli archetti, tre monofore a tutto sesto e il rosone, mentre i due corpi laterali sono decorati unicamente da una specchiatura rettangolare.
Vicino alla parrocchiale si erge il campanile a base quadrata, la cui cella, inframezzata da due cornici modanate, presenta per ogni lato una bifora ed è coronata dalla guglia poggiante sul tamburo ottagonale.

### Interno
All'interno dell'edificio l'aula è anticipata da un nartece sostenuto da due colonne ioniche, affiancato dalla sagrestia e dalla cappella battesimale e sormontato dalla cantoria; la navata centrale, coronata da un soffitto piano, è separata dalle laterali da quattro arcate a tutto sesto rette da massicci pilastri, ornati con lesene doriche. Sul fondo si sviluppa il presbiterio voltato a crociera, introdotto dall'arco santo e chiuso dall'abside a pianta poligonale, caratterizzata dalla decorazione a costoloni del catino.
Qui sono conservate diverse opere di pregio, tra le quali la statua con soggetto San Valentino, scolpita nel XV secolo da Carlo da Carona, e il quadro ritraente la Carità di San Lorenzo, attribuito a Bernardo Strozzi.